# Елизабет Баварска (Сиси)
Вижте пояснителната страница за други личности с името Елизабет Баварска.
Елизабет, родена Елизабет Амалия Евгения фон Вителсбах, херцогиня на Бавария (на немски: Elisabeth Amalie Eugenie von Wittelsbach, Herzogin in Bayern; * 24 декември 1837, Дворец на херцог Макс в Мюнхен, Баварско кралство, † 10 септември 1898, Женева, Швейцария), по прякор Сиси (Sisi или неправилното Sissi), е императрица на Австрия и кралица на Унгария чрез  брака си с император Франц Йосиф I от 24 април 1854 г. до нейното убийство.
Елизабет е родена в херцогския кралски клон на баварската династия Вителсбахи,  но се радва на неформално възпитание, преди да се омъжи на 16 години за първия си братовчед, император Франц Йосиф I. Бракът я тласка към много по-формалния хабсбургски придворен живот, за който не е подготвена и който намира за задушаващ. В началото на брака си има противоречия със свекърва си, която е и нейна леля, ерцхерцогиня София, която поема отглеждането на дъщерите й, една от които, София, умира на 2 г. Раждането на син, престолонаследника принц Рудолф, подобрява положението на Елизабет в двора, но здравето й страда от напрежението. В резултат на това тя често посещава Унгария заради нейната по-спокойна среда. Тя изгражда дълбоко родство с Унгария и помага за създаването на дуалистичната монархия на Австро-Унгария през 1867 г.
Смъртта на единствения й син и неговата любовница Мария фон Ветсера при убийството-самоубийство в ловната му хижа в Майерлинг през 1889 г. е удар, от който императрицата никога не се възстановява. Тя се оттегля от задълженията си в двора и пътува много без семейството си. През 1890 г. построява двореца Ахилион на гръцкия остров Корфу. Той включва сложен митологичен мотив и служи като убежище, което Елизабет често посещава.
Обсебена от желанието да поддържа младата си фигура и красотата си, следва строга диета и носи изключително тесни корсети, поддържайки талията си много тънка.
Докато пътува в Женева през 1898 г., е намушкана смъртоносно в сърцето от италиански анархист Луиджи Лукени. Тя е най-дълго царувалата австрийска императрица (44 години).

## Произход
Тя е третото дете и втора дъщеря на херцог Максимилиан Йозеф Баварски и на съпругата му принцеса Лудовика Баварска, полусестра на крал Лудвиг I Баварски и дъщеря на крал Максимилиан I Йозеф Баварски. Баща ѝ е смятан за особняк; обича цирковете и пътува из баварската провинция, за да избяга от задълженията си. Сиси има десет братя и сестри, сред коитоː
- Лудвиг Вилхелм (1831 – 1920), херцог на Бавария, морганатичен съпруг на Хенриета Мендел, отказва се от правата си;
- Елена Каролина Тереза (1834 – 1890), херцогиня на Бавария и принцеса Турн и Таксис като съпруга на Максимилиан Антон фон Турн и Таксис;
- Карл Теодор (1839 – 1909), херцог на Бавария, съпруг на София Мария Саксонска и на инфанта Мария Жозефина Португалска.
- Мария София (1841 – 1925), херцогиня на Бавария и кралица на Двете Сицилии като съпруга на Франциск II, крал на Двете Сицилии;
- Матилда Лудовика (1843 – 1925), херцогиня на Бавария, графиня де Трани като съпруга на граф Людовик де Трани.
- София Шарлота Августа (1847 – 1897), херцогиня на Бавария, херцогиня на Аленсон и на Орлеан като съпруга на херцог Фердинанд Аленсонски.
- Максимилиан Емануил (1849 – 1893), херцог на Бавария, съпруг на Амалия Сакс-Кобургготска.

## Биография

### Детски години
Домовете на семейството са дворецът на херцог Макс в Мюнхен през зимата и замъкът Посенхофен в Посенхофен през лятото, далеч от дворцовия протокол. Елизабет и нейните братя и сестри израстват в неограничена среда; тя често пропуска уроците си, за да ходи на езда в провинцията. Още от малка получава галеното име Сиси, с което остава в историята. От всичките деца на Максимилиан тя е най-близка с по-голямата си сестра Елена (на галено „Нене“). Към музиката израства равнодушна, като нейната страст е рисуването. Тя обича да рисува пейзажи и сама илюстрира събитията, записани в дневника ѝ.
През 1853 г. ерцхерцогиня София, властната майка на 23-годишния император Франц Йосиф I, предпочитайки за своя снаха племенница пред непозната, организира срещата между сина си и херцогиня Елена Каролина, най-голямата дъщеря на сестра ѝ Лудовика. Въпреки че двойката никога не се е срещала, подчинението на Франц Йосиф се приема за даденост от ерцхерцогинята, която веднъж е описана като „единственият мъж в Хофбург“ заради авторитарния си характер.
Принцеса Лудовика и херцогиня Елена са поканени в курорта Бад Ишъл, Горна Австрия, за да получат официалното му предложение за брак. Лудовика кара 15-годишната Сиси да ги придружи по няколко причини. Първо, Сиси скърби за скорошната смърт на млад граф, в когото е била влюбена, и е изпаднала в продължителна депресия. Майка ѝ се надява смяната на обстановката да я развесели. Второ, ерцхерцог Карл Лудвиг, вторият по-малък брат на Франц Йосиф, също се присъединява към императорското семейство. Карл Лудвиг и Сиси са близки приятели от детството, като си разменят писма и подаръци. Майка ѝ се надява, че срещата ще доведе до евентуалния им годеж.
Херцогините пътуват от Мюнхен с няколко карети, но пристигат по-късно, защото Лудовика, която е склонна към мигрена, трябва да прекъсне пътуването, за да има време да се възстанови. Каретите се разделят и тази с техните гала тоалети така и не пристига. На път за Бад Ишъл те посещават двореца Леополдскрон, където Тереза, вдовстващата кралица на Бавария, е в траур за брат си Георг, така че те са облечени в черно и не могат да облекат по-подходящо облекло, преди да се срещнат с младия император. Въпреки че черното не подхожда на тъмния цвят на 18-годишната Елена, то прави русия ѝ вид по-впечатляващ.
Елена е благочестива и тиха млада жена и докато тя и Франц Йосиф се чувстват неспокойни в компанията си, той моментално се влюбва в по-малката ѝ сестра Елизабет. Той не предлага брак на Елена, а вместо това се противопоставя на майка си и я информира, че ако не може да има Елизабет, изобщо няма да се жени. И неслучайно – Сиси е една от най-красивите жени по онова време в света. Висока е 171 см, тежи 45 – 47 кг, а талията ѝ е едва 51 см. Пет дни по-късно годежът им е официално обявен. Двамата се женят осем месеца по-късно – на 24 април 1854 г. в Църквата на Августинците във Виена. Бракът е консумиран три дни по-късно и Елизабет получава парична сума, равняваща се на 240 000 щатски долара към 2015 г.

### Императрица на Австрия
След като се наслаждава на едно неформално детство, Елизабет, срамежлива и интровертна по природа, попада в задушаващата формалност на хабсбургския двор и има трудности да се адаптира към Хофбург и неговите твърди протоколи и строг етикет. Въведеният от Карл V дворцов церемониал регламентира строго живота на придворните, както и този на Елизабет, която като императрица на Австрия е лишена от всякаква свобода и личен живот. В рамките на няколко седмици тя започва да има здравословни проблеми. Получава пристъпи на кашлица и се плаши всеки път, когато трябва да слезе по тясно или стръмно стълбище. Лоши са и отношенията ѝ с леля ѝ – нейната свекърва София, която се стреми да я контролира. В тази ситуация Сиси се опитва да намери подкрепа от съпруга си, но напразно. Постоянно зает с държавни дела, Франц Йосиф, който изпитва дълбока привързаност към майка си и голяма любов към съпругата си, не успява да изглади отношенията между двете.
В началото на брака си императрицата е изненадана да научи, че е бременна. Ражда първото си дете София Фридерика Доротея Мария Жозефа (1855 – 1857) само 10 месеца след сватбата си. Нейната леля-свекърва София, която често я нарича „глупава млада майка“, не само кръщава детето на себе си, без да се консултира с Елизабет, но поема изцяло отговорността за бебето, отказвайки да позволи на майката да го кърми или по друг начин да се грижи за него. Когато година по-късно се ражда втората ѝ дъщеря Гизела Луиза Мария (1856 – 1932), ерцхерцогинята ѝ отнема и това бебе.
Фактът, че все още не е родила мъжки наследник, прави Елизабет все по-нежелана в двора. Един ден тя намира следната брошура на бюрото си: „...Естествената съдба на кралицата е да даде престолонаследник. Ако кралицата има такъв късмет да осигури на държавата престолонаследник, това трябва да е краят на нейната амбиция – тя в никакъв случай не трябва да се меси в управлението на империята, грижата за която не е задача на жените... Ако кралицата не роди синове, тя е просто чужденка в държавата, при това много опасна чужденка. Тъй като тя никога не може да се надява да я гледат любезно тук и винаги трябва да очаква да бъде изпратена обратно там откъдето е дошла, така тя винаги ще се стреми да спечели краля по начини, различни от естествените; тя ще се бори за позиция и власт чрез интриги и сеене на раздори, за зло на краля, нацията и империята...“. Нейната свекърва обикновено се смята за източник на злонамерения памфлет, въпреки че няма доказателства за това. Обвинението за политическа намеса се отнася до влиянието на Елизабет върху нейния съпруг по отношение на неговите италиански и унгарски поданици. Когато тя пътува до Италия с него, той помилва редица политически затворници по нейно предложение.

### Брак с Франц Йосиф
Франц Йосиф е страстно влюбен в жена си, но те имат много сложни взаимоотношения. Той е твърд и трезвомислещ мъж, политически консерватор, който все още се ръководи от майка си и нейното придържане към строгите церемонии на испанския двор както по отношение на обществения, така и на домашния му живот, докато Елизабет живее в съвсем различен свят. Неспокойна до степен на хиперактивност, по природа интровертна и емоционално отдалечена от съпруга си, когато остарява, тя бяга от него, както и от задълженията си във виенския двор, избягвайки и двете, доколкото е възможно; като средство за бягство от живота и мизерията си тя се впуска в неспирни пътувания и вижда малко децата си. Франц Йосиф отговаря на пътуванията ѝ, но постоянно и безуспешно се опитва да я изкуши към по-домашен живот с него. През последните години обаче кореспонденцията им се увеличава и връзката им се превръща в топло приятелство.
Императрицата спи малко и прекарва часове в четене и писане през нощта и дори започва да пуши – шокиращ навик за жените, който я превръща в по-нататъшен обект на вечни клюки. Тя има специален интерес към историята, философията и литературата и развива дълбока почит към немския лиричен поет и радикален политически мислител Хайнрих Хайне, чиито писма събира. Тя се опитва да си направи име, като пише поезия, вдъхновена от него. Наричайки себе си Титания, кралицата на феите от „Сън в лятна нощ“ на Шекспир, Елизабет изразява интимните си мисли и желания в голям брой романтични стихотворения, които служат като вид таен дневник. Повечето от нейната поезия е свързана с нейните пътувания, класически гръцки и романтични теми и иронични коментари за династията на Хабсбургите.
Елизабет е емоционално сложна жена и може би поради меланхолията и ексцентричността, които се смятат за даденост на нейния род Вителсбахи (най-известният член на семейството е нейният любим братовчед, ексцентричният Лудвиг II Баварски), тя се интересува от лечението на психичноболните. През 1871 г., когато императорът я пита какво би искала като подарък за именния ѝ ден, тя изброява млад тигър и медальон, и също казва: „...напълно оборудвана лудница би ми се харесала най-много“.

### Първа визита в Унгария
През 1857 г. Елизабет посещава Унгария за първи път. Тя е със съпруга си и двете си дъщери. Визитата оставя дълбоко и трайно впечатление у нея, което много историци отдават на факта, че в Унгария тя намира добре дошла почивка от ограниченията на австрийския дворцов живот. Това е „първият път, когато Елизабет се срещна с мъже с характер в кралството на Франц Йосиф и се запозна с аристократичната независимост, която презираше да крие чувствата си зад придворните форми на реч... Тя почувства как най-съкровената й душа се протяга в съчувствие на гордите, непоколебими хора на тази земя...“
За разлика от свекърва ѝ ерцхерцогиня София, която презира унгарците, Елизабет изпитва такава привързаност към тях, че започва да учи унгарски. На свой ред страната ѝ отвръща със същото обожание. Пишейки за посещението си в Унгария през 1934 г., Патрик Лий Фермор отбелязва, че картината на Елизабет е била поставена в рамка върху бюра, маси и рояли и че любовта ѝ към Унгария и унгарците „бе върната с лихва и все още декларирана, тридесет и шест години след нейното убийство, с целия плам на Едмънд Бърк за Мария-Антоанета".
Същото това пътуване се оказва трагично за семейството: двете дъщери на Елизабет се разболяват. Докато Гизела се възстановява бързо, 2-годишната София непрекъснато отслабва и накрая умира. Днес се смята, че е починала от тиф. Смъртта ѝ тласка Елизабет, която вече е склонна към пристъпи на меланхолия, към периоди на тежка депресия, която я преследва до края на живота ѝ. През декември 1857 г. тя забременява за трети път и майка ѝ, загрижена за физическото и психическото ѝ здраве, се надява, че тази нова бременност ще ѝ помогне да се възстанови.

### Раждане на престолонаследник
На 21 август 1858 г. Елизабет най-накрая ражда престолонаследник – Рудолф Франц Карл Йосиф (1858 – 1889). Салютът от 101 оръдейни залпа, обявяващ новината във Виена, също сигнализира за увеличаване на влиянието ѝ в двора. Това, съчетано със симпатиите ѝ към Унгария, прави Елизабет идеален посредник между унгарците и императора. Интересът ѝ към политиката се развива, докато съзрява; тя е либерално настроена и се поставя решително на унгарска страна в нарастващия конфликт на националности в империята. Тя лично защитава унгарския граф Дюла Андраши, който според мълвата е неин любовник. Винаги когато трудните преговори между унгарците и двора прекъсват, тя съдейства за тяхното възобновяване. По време на тези продължителни преговори тя предлага на императора Андраши да бъде избран за министър-председател на Унгария като част от компромис.
По време на войната с Франция от 1859 г. императорската двойка преживява дълга раздяла. От фронта Франц Йосиф изпраща серия от любовни писма на съпругата си, но непрекъснатите притеснения за императора и честите спречквания с майка му повлияват зле на емоционалното състояние на Елизабет. След завръщането на съпруга ѝ от фронта отчуждението между двамата започва да се засилва и бракът им се пропуква. Когато Елизабет все още не може да контролира отглеждането и образованието на сина си, тя открито се бунтува. В тази обстановка спасение от задушаващата я дворцова среда тя намира в усамотението, четенето, писането на поезия, рисуването, ездата, която е любимият ѝ спорт, и любовните връзки с други мъже. Това обаче не успокоява разстроените ѝ нерви, поради което предприема редица пътешествия из Европа и Средиземноморието: Унгария, Мадейра, Корфу, Англия и др., заради които пропуска голяма част от детството на децата си. Навсякъде из Европа Елизабет става еталон за красота и стил. Тя впечатлява с красотата и външността си, поддържани със строга диета и продължителни физически упражнения, благодарение на които запазва 50-сантиметровата си талия. Постоянните диети и оскъдното хранене в съчетание с емоционалната ѝ нестабилност са причина у нея да се появят и първите признаци на анорексия.
Поради нейните нервни пристъпи, лечение с гладуване, тежък режим на упражнения и чести пристъпи на кашлица, здравословното ѝ състояние става толкова тревожно, че през октомври 1860 г. е съобщено, че страда не само от анемия, но и от физическо изтощение. Йосиф Шкода, специалист по белодробни болести, се опасява от сериозно белодробна болест (туберкулоза) и препоръчва престой на о-в Мадейра. През това време дворът е пълен със злонамерени слухове, че Франц Йосиф поддържа връзка с актрисата фрау Рол.
Елизабет се възползва от ситуацията и напуска съпруга и децата си, за да прекара зимата в уединение. Шест месеца по-късно, само четири дни след завръщането си във Виена, тя отново получава пристъпи на кашлица и треска. Не яде почти нищо и спи лошо, а Шкода наблюдава за рецидив на белодробното ѝ заболяване. Препоръчана е нова почивка, този път на о-в Корфу, където тя се подобрява почти веднага. Ако нейните заболявания са предимно психосоматични и те намаляват, когато е далеч от съпруга си и задълженията си, то нейните хранителни навици определено причиняват и физически проблеми. През 1862 г. тя не вижда Виена около година и нейният семеен лекар д-р Фишер от Мюнхен я преглежда и забелязва сериозна анемия и признаци на оток. Краката ѝ понякога са толкова подути, че едва ходи и то с подкрепата на другите. По лекарски съвет тя отива в Бад Кисинген за лечение. Възстановява се бързо в спа центъра, но вместо да се прибере у дома, за да успокои клюките за отсъствието си, прекарва повече време със собственото си семейство в Бавария. Тя се завръща през август 1862 г., малко преди рождения ден на съпруга си, но веднага страда от силна мигрена и повръща четири пъти по пътя, което може да подкрепи теорията, че някои от оплакванията ѝ са свързани със стрес и са психосоматични.
Синът ѝ Рудолф вече е на четири години и Франц Йосиф се надява на друг син, който да защити наследството. Докторът ѝ твърди, че здравето на императрицата не ѝ позволява нова бременност и тя трябва редовно да посещава Бад Кисинген за лечение. Елизабет попада в стария си модел на бягство от скуката и дворцовия протокол чрез чести разходки и езда, използвайки здравето си като извинение, за да избегне както официалните задължения, така и сексуалната интимност с мъжа си. Запазването на младежкия ѝ вид също е важно влияние върху нейното избягване на бременност: „Децата са проклятието на жената, защото когато дойдат, те прогонват красотата, която е най-добрият дар на боговете.“ Сега тя е по-напориста в отношенията със съпруга и свекърва си от преди, открито им се противопоставя по въпроса за военното образование на Рудолф, който, подобно на нея, е изключително чувствителен и неподходящ за живот в двора.

### Кралица на Унгария
След като използва всички извинения, за да избегне бременност, по-късно Елизабет решава, че иска четвърто дете. Нейното решение е едновременно преднамерен личен избор и политически преговори: като се връща към брака, тя гарантира, че Унгария, с която чувства интензивен емоционален съюз, ще получи равна позиция с Австрия.
Австро-унгарският компромис от 1867 г. създава двойствената монархия Австро-Унгария. Граф Дюла Андраши става първият унгарски министър-председател и в замяна Франц Йосиф и Елизабет са официално короновани за крал и кралица на Унгария през юни.
През 1867 г. след неуспешни опити за реформи в Австрийската империя е направен т. нар. „Компромис“. Австрийската империя е преобразувана в дуалистична монархия – Австро-Унгария. На Кралство Унгария е дадена значителна вътрешна автономия и равни права при управлението на империята. Двете части на монархията (Австрия и Унгария) стават самостоятелни във вътрешнополитическо отношение, но се намират под суверенитета на австрийския император Франц Йосиф, който е обявен и за крал на Унгария. Елизабет, която симпатизира на унгарската кауза, придружава съпруга си в Будапеща, където той трябва да бъде коронован за крал на Унгария. Там Елизабет получава новата титла – императрица на Австрия и кралица на Унгария.
Тя обича Унгария много повече от Австрия. Това е причината по-голямата част от обкръжението ѝ да е от унгарци, а най-близките ѝ придворни дами са унгарките Мария Фестетикс и Ида Ференци. Императрицата държи адютантите ѝ да владеят унгарски език, който тя говори перфектно. Близък неин приятел (а според някои и дългогодишен любовник) е граф Дюла Андраши. Привързаността ѝ към Унгария учудва Империята, тъй като и самите унгарци отвръщат на нея. Унгарците посочват, че тя е единствената от Хабсбургите, на която имат доверие. В знак на признателност няколко унгарски градове по-късно са наречени на нейно име. Едно от най-известните места в унгарската столица днес е Erzsébet híd (Мостът на Елизабет). Като подарък за коронацията Унгария подарява на кралската двойка селска резиденция в Гьодьольо на 32 км източно от Будапеща. През следващата година Елизабет живее основно там, оставяйки пренебрегнатите си и негодуващи австрийски поданици да разпространяват слухове, че ако бебето, което очаква, е син, тя ще го нарече Стефан на името на Стефан I Унгарски – светеца-покровител и първи крал на Унгария. Въпросът е избегнат, когато тя ражда дъщеря, Мария Валерия Матилда Амалия (1868 – 1924). Наричана „унгарското дете“, тя е родена в Буда 10 месеца след коронацията на родителите си и е кръстена там през април. Решена да отгледа това последно дете сама, Елизабет най-накрая постига своето. Тя излива всичките си потиснати майчински чувства върху нея до степен да я задуши. Влиянието на свекърва ѝ София върху децата на Елизабет и двора избледнява и тя умира през 1872 г.

### Инцидент в Майерлинг
На 30 януари 1889 г. животът на Елизабет е разбит от смъртта на единствения ѝ син – 30-годишният Рудолф, намерен мъртъв заедно с младата си любовница баронеса Мария фон Ветсера, за което се предполага, че е убийство-самоубийство от страна на Рудолф. Скандалът е известен като „инцидентът от Майерлинг“ по името на местоположението на ловната хижа на Рудолф в Долна Австрия, където са открити двамата любовници. Въпреки че по-късно Елизабет донякъде преодолява шока и приема непоправимостта на случилото се, до края на своя живот не престава да вини себе си за смъртта на Рудолф, за чиято лудост, както ѝ е обяснено, причина е баварската ѝ наследственост.
Елизабет потъва още повече в меланхолия. В рамките на десет години тя губи баща си Максимилиан Йозеф, през 1888 г., единственият си син Рудолф през 1889 г., по-голямата си сестра Елена Каролина през 1890 г., майка си Лудовика през 1892 г. и по-малката си сестра София Шарлота през 1897 г. Смята се, че след смъртта на Рудолф тя се облича само в черно до края на живота си, въпреки че светлосиня и кремава рокля, открита от музея на Сиси в Хофбург, датира от това време. Граф Дюла Андраши умира на 18 февруари 1890 г. „Последният ми и единствен приятел е мъртъв“, оплаква се тя. Най-малката дъщеря на Елизабет, Мария Валерия, заявява: „... тя се привърза към него с истинско и непоколебимо приятелство, както може би към никой друг“.
Инцидентът с Майерлинг увеличава обществения интерес към Елизабет и тя продължава да бъде икона и сензация сама по себе си, където и да отиде. Носи бял кожен чадър в допълнение към ветрило, за да крие лицето си от любопитните.
След смъртта на сина си тя още по-силно се отдава на страстта си да пътува. Посещава Френската Ривиера, Венеция, Швейцария, Португалия, Испания, Мароко, Алжир, Гърция и Турция. Продължава да бъде сензация, където и да отиде. Дългата черна рокля и тъмният воал, закриващ лицето ѝ в знак на траур, стават нейна запазена марка.

### Убийство
През 1898 г., въпреки предупрежденията за възможни опити за убийство, 60-годишната Елизабет пътува инкогнито до Женева, Швейцария. Някой от хотел „Бо Риваж“ обаче разкрива, че императрицата на Австрия е техен гост.
В 13:35 часа в събота, 10 септември 1898 г., тя и графиня Ирма Sztáray, нейна придворна дама, напускат пеша хотела на брега на Женевското езеро, за да хванат парахода „Женев“ за Монтрьо. Тъй като императрицата презира шествията, тя настоява двете да вървят без другите членове на нейния антураж. Те вървят по еспланадата, когато 25-годишният италиански анархист Луиджи Лукени се приближава до тях, опитвайки се да надникне под чадъра на императрицата. Според придворната дама, когато корабната камбана обявява отплаването, той сякаш се спъва и прави движение с ръка, сякаш иска да запази равновесие. В действителност обаче, в акт на „пропаганда на делото“, който не се съобразява с жертвите, стига те да са достатъчно известни, той намушква Елизабет с наточена иглена пила, дълга 100 мм (използвана за изпиляване на уши на промишлени игли), която е вкарал в дървена дръжка. Първоначално Лукени е планирал да убие Орлеанския херцог принц Филип – претендент за френския трон, но той напуска Женева по-рано за Вале. Тъй като не успява да го открие, убиецът избира Елизабет, когато женевски вестник разкрива, че елегантната жена, пътуваща под псевдонима „Графиня на Хоенемс“, е императрицата на Австрия.
След като Лукени я намушква, Елизабет припада. Кочияш ѝ помага да стане и предупреждава австрийския портиер на хотел „Бо Риваж“ – мъж на име Планер, който наблюдава приближаването на императрицата към кораба. Двете жени изминават близо 100 м и се качват, в който момент придворната ѝ дама отпуска ръката ѝ. Тогава императрицата пада до нея. Дамата вика лекар, но само една бивша медицинска сестра – пътничка е на разположение. Капитанът на парахода, капитан Ру, не знае коя е Елизабет и тъй като на палубата е много горещо, той съветва графинята да слезе от кораба и да вземе спътничката си обратно в хотела. Корабът обаче вече отплава от пристанището. Трима мъже пренасят императрицата на горната палуба и я поставят на пейка. Придворната ѝ дама графинята разтваря роклята ѝ и отряза връзките на корсета ѝ, за да може да диша. Елизабет донякъде се съживява и когато тя я пита дали изпитва болка, императрицата отговаря отрицателно. След това пита: „Какво се случи?“ и отново губи съзнание. Графинята забеляза малко кафяво петно над лявата ѝ гърда. Разтревожена, че не е дошла в съзнание, тя информира капитана за самоличността ѝ и корабът се връща в Женева. Елизабет е пренесена обратно в хотела от шестима моряци на носилка, импровизирана от платно, възглавници и две гребла. Фани Майер, съпругата на директора на хотела, мед. сестра-гостенка на хотела и графинята събличат Елизабет и събуват обувките ѝ, в който момент графинята забелязва няколко малки капки кръв и малка рана. Когато след това я свалят от носилката до леглото, Елизабет вече е починала. Двама лекари, д-р Голей и д-р Майер, пристигат заедно със свещеник, който закъснява твърде много, за да ѝ даде опрощение. Майер разрязва артерията на лявата ѝ ръка, за да установи смъртта, и не открива кръв. Тя е обявена за мъртва в 14:10 часа. Всички коленичат и се помолват за упокоението на душата ѝ, а графинята затваря очите и и сплита ръцете ѝ. Елизабет е императрица на Австрия в продължение на 44 години.
След нападението Лукени бяга надолу по улица „Алп“, където хвърля оръжието във входа на номер 3. Той е заловен от двама таксиметрови шофьори и един моряк, след което е обезопасен от жандармерист. Оръжието на убийството е намерено на следващия ден от портиера по време на сутрешното му почистване; той си мисли, че принадлежи на работник, който се е преместил предишния ден, и не уведомява полицията за откритието си до следващия ден. По пилата няма кръв, а върхът ѝ е отчупен, което се получава, когато Лукени я изхвърля. Тя е толкова матова на вид, че се спекулира, че е била умишлено избрана, защото би била по-малко забележима от лъскав нож, който би издал Лукени, когато се приближи. Той е планирал да купи кама, но поради цената от 12 франка той просто е наточил стара пила в самоделна кама и е отрязал парче дърва за огрев за дръжка.
Когато Франц Йосиф получава телеграмата за смъртта ѝ, първият му страх е, че смъртта ѝ е причинена от самоубийство. Едва когато по-късно пристига съобщение с подробности за убийството. В телеграмата се иска разрешение за извършване на аутопсия и отговорът е, че трябва да се спазват предписаните процедури. Аутопсията е извършена на следващия ден от д-р Голай, който открива, че оръжието, което все още не е намерено, е пробило 85 мм в гръдния кош на Елизабет, счупило е четвъртото ѝ ребро, пронизало е белия ѝ дроб и перикарда и е проникнало в сърцето от върха, преди да излезе от основата на лявата сърдечна камера. Поради остротата и тънкостта на пилата раната е много тясна и поради натиска от изключително стегнатия корсет на Елизабет кръвоизливът в перикардния сак около сърцето се забавя до обикновени капки. Докато този сак се напълнва (спешна медицинска помощ, известна като тампонада), биенето на сърцето ѝ не е възпрепятствано, поради което императрицата успява да отиде пеша от мястото на нападението и да се изкачи по рампата на кораба. Ако оръжието не е било извадено, тя е щяла да живее още малко, тъй като то е щяло да действа като тапа, за да спре кървенето. Докторът снима раната и предава снимката на швейцарския генерален прокурор, който я унищожава по заповед на Франц Йосиф заедно с инструментите за аутопсия.
Докато Женева е в траур, тялото на Елизабет е поставено в троен ковчег: два вътрешни от олово и трети външен от бронз, почиващ върху лъвски нокти. Във вторник, преди ковчезите да бъдат запечатани, официалните представители на Франц Йосиф пристигат, за да идентифицират тялото. Ковчегът е снабден с два стъклени панела, покрити с врати, които могат да се плъзгат назад, за да се види лицето ѝ.
В сряда сутринта тялото е пренесено обратно във Виена на борда на погребален влак. Надписът върху ковчега ѝ гласи „Елизабет, императрица на Австрия“. Унгарците са възмутени и думите „и кралицата на Унгария“ са добавени набързо. Цялата империя е в дълбок траур; 82 суверени и високопоставени благородници следват нейния погребален кортеж сутринта на 17 септември до Императорската крипта в Църквата на капуцините.

Въпреки че убиецът Лукени се похвалва, че е действал сам, предвид факта, че много политически бежанци са намерили убежище в Швейцария, се обмисля възможността той да е част от заговор и животът на императора също да е в опасност. След като се разбира, че италианец е отговорен за убийството на Елизабет, вълнения заливат Виена и италианците са заплашени от репресии. Интензивността на шока, траурът и възмущението далеч надхвърлят случилото се при новината за смъртта сина на императрицата Рудолф. Незабавно избухва и недоволство заради липсата на защита за императрицата. Швейцарската полиция е добре запозната с нейното присъствие и са изпратени телеграми до съответните власти, които ги съветват да вземат всички предпазни мерки. Началникът на полицията Вирио от кантон Во организира защитата на Елизабет, но тя забелязва неговите служители пред хотела в деня преди убийството и протестира, че наблюдението ѝ е неприятно, така че Вирио няма друг избор, освен да ги оттегли. Вероятно ако Елизабет не е била освободила другите си придружители този ден, по-големият ѝ антураж е щял да откаже убиеца, който я е следил няколко дни, очаквайки удобна възможност. 
Лукени е изправен пред съда в Женева през октомври. Ядосан, че смъртната присъда е отменена там, той поисква да бъде съден според законите на кантон Люцерн, където все още има смъртно наказание, подписвайки писмото: „Луиджи Лукени, анархист и един от най-опасните“. Тъй като Елизабет е известна с това, че предпочита обикновените хора пред придворните, с благотворителната си дейност и е смятана за безупречна мишена, разумът на Лукени първоначално е поставен под въпрос. Обявен е за вменяем, но е съден като обикновен убиец, а не като политически престъпник. Затворен доживот и лишен от възможността да направи политическо изявление чрез действията си, той се опитва да се самоубие с остър ключ от консерва от сардини на 20 февруари 1900 г. Десет години по-късно се обесва с колана си в килията си вечерта на 16 октомври 1910 г., след като пазач конфискува незавършените му мемоари.
Франц Йосиф казва на принц Лихтенщайн, който е предан адютант на двойката: „За мен е неразбираемо, че може да се намери мъж, който да нападне такава жена, която е прекарала цял живот в правене на добро и която никога не е наранила никого“.
Завещанието на Елизабет постановява, че голяма част от нейната колекция от бижута трябва да бъде продадена и приходите (тогава оценени на над 600 000 лири) трябва да бъдат използвани за различни религиозни и благотворителни организации. Всичко останало, което императрицата има власт да завещае, извън бижутата на Короната и държавната собственост, е оставено на нейната внучка, ерцхерцогиня Елизабет Мария, единствено дете на сина ѝ Рудолф. Франц Йосиф умира на 21 ноември 1916 г. на 86-годишна възраст. Той никога повече не се жени и не се възстановява от загубата. След смъртта ѝ той основава Ордена на Елизабет в нейна памет.

## Външен вид
С ръст от 1, 73 м Елизабет е необичайно висока за времето си. Чрез гладуване и упражнения като гимнастика и езда тя поддържа теглото си на около 50 кг през по-голямата част от живота си. Тя е известна като една от най-красивите и известни жени в Европа през 19 век.
В дълбок траур след смъртта на дъщеря си София тя отказва да яде с дни – поведение, което се възобновява в по-късни периоди на меланхолия и депресия. Докато преди е вечеряла със семейството, сега тя започва да избягва това и ако яде с тях, яде набързо и много малко. Всеки път, когато теглото ѝ заплашва да надхвърли 50 кг, следва лечение с гладуване, което включва почти пълно гладуване. Самото месо често я изпълва с отвращение, така че или изцежда сока от полусуровите телешки пържоли в рядка супа, или се придържа към диета с мляко и яйца.
Елизабет подчертава изключителната си стройност чрез практиката на все по-голямо пристягане на корсета си. По време на пиковия ѝ период през 1859 – 1860 г., съвпадащ с политическите и военни поражения на съпруга ѝ Франц Йосиф в Италия, с нейното сексуално отдръпване от него след три последователни бременности и със загубата ѝ в битката със свекърва ѝ София за отглеждането децата ѝ, тя намалява талията си до 40 см в обиколка.
Корсетите от онова време са от типа на раздвоените корсети, закопчаващи се отпред с кукички и илици, но Елизабет има по-твърди, солидни предници, направени в Париж от кожа, като тези на парижките куртизанки, вероятно за да издържат под стрес от такова силно връзване – процес, който понякога отнема цял час. Фактът, че тя ги носи само няколко седмици, би могъл да да означава, че дори кожата се оказва недостатъчна за нейните нужди. Предизвикателното парадиране на Елизабет с тези преувеличени размери разгневява свекърва ѝ – нейната леля София.
Въпреки че при завръщането си във Виена през август 1862 г. придворна дама съобщава, че тя се храни правилно, спи добре и вече не се пристяга, дрехите на Елизабет от този момент до смъртта ѝ все още са с размери само 47 –49,5 см около талията, което кара принца на Хесен да я опише като почти нечовешки слаба. Тя развива ужас от дебелите жени и предава това най-малката си дъщеря Мария Валерия която е ужасена, когато като малко момиче за първи път вижда кралица Виктория.
В младостта си Елизабет следва модата на епохата, която в продължение на много години включва поли с обръчи с кринолин в клетка, но когато модата започва да се променя, тя е в челните редици на изоставянето на полите с обръчи за по-стегнат и слаб силует. Тя не харесва както скъпите аксесоари, така и протокола, който диктува постоянна смяна на облеклото, предпочитайки простото, едноцветно облекло, подобно на женското облекло за езда. Никога не носи фусти или каквото и да било друго долно бельо, тъй като те придават обем, и често е буквално зашита в дрехите си, за да заобиколи талията, гънките и бръчките и да подчертае допълнително тънката си талия, която става нейният отличителен белег.
Императрицата развива изключително строги и дисциплинирани навици за упражнения. Всеки замък, в който живее, е оборудван с гимнастически салон. Рицарската зала на Хофбург е превърната в такъв салон, постелки и успоредки са поставени в нейната спалня, за да може да тренира върху тях всяка сутрин, а императорската вила в Бад Ишъл е снабдена с гигантски огледала, за да може да коригира всяко движение и позиция. Тя започва да се занимава с фехтовка на 50 години с подобна дисциплина. Язди всеки ден часове наред, превръщайки се в опитна ездачка, може би най-известната на своето време. Когато поради ишиас вече не може да издържа дълги часове на седлото, заменя ездата с ходене, подлагайки придружителите си на безкрайни маршове и пешеходни турове при всякакви метеорологични условия.
През последните години от живота си Елизабет става още по-неспокойна и обсебваща, притегляйки се до три пъти на ден. Редовно взема парни бани против напълняване. До 1894 г. отслабва почти до изтощение, достигайки най-ниското си тегло от 43,5 кг. Има и някои отклонения в диетата ѝ, които изглеждат като признаци на преяждане. Веднъж през 1878 г. императрицата изумява спътниците си, когато неочаквано посещава инкогнито ресторант, където пие шампанско, яде печено пиле и италианска салата и завършва със значително количество торта. Може би задоволява желанието си да пие тайно в други случаи; през 1881 г. купува английска селска къща и има построена вита стълба от всекидневната ѝ към кухнята, за да може да стига до нея насаме.
Историците предполагат, че тези нейни навици показват рестриктивно хранително разстройство. Уолтър Вандерейкен, професор по психология, заявява, че многобройни документи многократно описват нейния значителен страх от наддаване на тегло и психопатологичните промени, специфични за нервна анорексия.
В допълнение към строгия си режим на упражнения Елизабет се подлага на взискателни процедури за красота. Ежедневните грижи за нейната обилна и изключително дълга коса, която с времето се превръща от тъмно руса в кестенява, отнемат поне три часа. Косата ѝ е толкова дълга и тежка, че тя често се оплаква, че тежестта на сложните двойни плитки и фиби ѝ причинява главоболие. Нейната фризьорка Франциска Фафалик първоначално е сценична фризьорка в Императорския театър. Отговорна за всичките богато украсени прически на Елизабет, тя обикновено я придружава в нейните пътувания. На фризьорката е забранено да носи пръстени и тя трябва да носи бели ръкавици; след часове на обличане, сплитане и закрепване на косите на императрицата падналите коси трябва да бъдат представени в сребърна купа на самата императрица за проверка. Когато косата ѝ се мие с комбинация от яйца и коняк веднъж на две седмици, всички дейности и задължения са отменяни за деня. Елизабет използва часовете за прически за изучаване на чужди езици; тя говори свободно английски, френски, новогръцки и унгарски. Преди смъртта на сина си Рудолф тя възлага на фризьорката ѝ да изкубне сивите ѝ косми, но в края на живота ѝ косата ѝ е описана като изобилна, макар и набраздена със сребърни нишки.
Императрицата използва козметика и парфюми пестеливо, тъй като желае да покаже естествената си красота. От друга страна, за да запази красотата си, тя тества безброй продукти за красота, приготвени или в придворната аптека, или от придворна дама в собствените ѝ апартаменти. Тя изглежда предпочита „Крем селест“, съставен от бял восък, спермацет, масло от сладък бадем и розова вода, но също така използва голямо разнообразие от други тоници и води за лице.
Нощните ѝ ритуали и ритуалите ѝ преди лягане са също толкова взискателни. Спи без възглавница върху метално легло, което според нея е по-добро за задържане и поддържане на изправената ѝ поза; сурово телешко месо или натрошени ягоди подхранват нощната ѝ маска за лице. Тя също е силно масажирана и често спи с кърпи, напоени с винен или ябълков оцет над бедрата си, за да запази тънката си талия; шията ѝ е увивана с кърпи, напоени с миеща вода „Кумерфелд“. За да запази допълнително тена на кожата си, взема както студен душ всяка сутрин (което в по-късните години влошава артрита ѝ), така и вана със зехтин вечер.
Елизабет изпитва отвращение от това да бъде снимана, особено по-късно в живота си, и бързо се закрива с ветрило или сенник, за да го предотврати.

## Пътувания
На своя императорски параход Мирамар императрица Елизабет пътува през Средиземно море. Любимите ѝ места са нос Мартин на Френската ривиера, а също и Санремо на Лигурската ривиера, Женевското езеро в Швейцария, Бад Ишъл в Горна Австрия, където императорската двойка прекарва лятото, и о-в Корфу. Императрицата също посещава страни, които обикновено не се посещават от европейски кралски особи по онова време: Мароко, Алжир, Малта, Турция и Египет.
След смъртта на сина си тя поръчва дворец на остров Корфу, който нарича Ахилион по Омировия герой Ахил от „Илиада“. Император Франц Йосиф се надява съпругата му най-накрая да се установи там, но тя скоро губи интерес към приказния имот. Сградата е закупена от германския император Вилхелм II след нейната смърт. По-късно е придобита от нацията на Гърция (сега Гръцка национална туристическа организация) и е превърнат в музей.
Вестниците публикуват статии за нейната страст към ездата, диетите и тренировките, и моден усет. Тя често пазарува в модната къща в Будапеща на име Antal Alter (сега Alter és Kiss), станала много популярна сред любителите на модата.
Вестниците също съобщават за поредица от известни нейни любовници. Въпреки че няма проверими доказателства, че е имала афери, един от предполагаемите ѝ любовници е капитан Уилям Джордж Мидълтън, по прякор „Бей“, смел англо-шотландец. Той е посочен като вероятен любовник на лейди Хенриета Бланш Хозиър и баща на Клемънтайн Огълви Хозиър (съпруга на Уинстън Чърчил). Елизабет насърчава близките отношения на съпруга си Франц Йосиф с актрисата Катарина Шрат, за да смекчи самотата му по време на дългите ѝ отсъствия.
По време на пътуванията си Елизабет се старае да избягва общественото внимание и тълпите. Пътува предимно инкогнито, използвайки псевдоними като „Графиня на Хоенемс“. Тя също отказва да се среща с европейски монарси, когато не желае. По време на нейните високоскоростни пешеходни обиколки, които продължаващи с часове, тя е придружавана предимно от своите учители по гръцки език или от своите придворни дами. Графиня Ирма Sztáray, последната ѝ придворна дама, описва уединената и изключително чувствителна императрица като естествен, либерален и скромен характер, като добра слушателка и проницателна наблюдателка с голям интелект.
Докато е в Гърция по време на пътуванията си на 51-годишна възраст (1888), Елизабет си прави татуировка на котва на рамото, за да отрази любовта си към морето.
Почти всички от 10-те спътници, които пътуват с нея по време на различните ѝ пътувания, са в средата на 20-те си години и са от гръцки произход. Най-известният от тях е Константинос Христоманос, бъдещ драматург и театрален режисьор, чиито мемоари за Елизабет са забранени от виенския двор. Другите са адвокатът Никос Термоянис, Русос Русопулос, който благодарение на Елизабет става почетен консул в Будапеща, Константин Манос, който става борец за съпротива срещу турците в Крит, и Маринос Маринаки, бъдещ спортист и съосновател на известния гръцки футболен клуб „Панатинайкос“. Последният учител, който придружава императрицата, е англо-гъркът Фредерик Баркър. Той също така служи като посредник при преговорите за продажбата на двореца „Ахилион“. След смъртта на Елизабет Баркър продължава да поддържа връзка с императорското семейство и става масон. По време на своите пътувания императрица Елизабет е посещавана и от шведския терапевт Арвид Лудвиг Келгрен, на когото тя дори пише романтична поезия.

## Брак и потомство
∞ 24 април 1854 г. в Църквата на Августинците във Виена за Франц Йосиф Австрийски (18 август 1830 – 21 ноември 1916), император на Австрия, крал на Унгария, Бохемия, Хърватия, Галиция и Лодомерия, Велик херцог на Краков, от когото има един син и три дъщери:
- Ерцхерцогиня София Федерика Доротея Мария Йозефа Австрийска (5 март 1855, замък Лаксенбург близо до Виена – 29 май 1857, Буда, Кралство Унгария)
- Ерцхерцогиня Гизела Луиза Мария Австрийска (12 юли 1856, замък Лаксенбург близо до Виена – 27 юли 1932, Мюнхен, Бавария), принцеса на Унгария, принцеса на Бохемия, принцеса на Галиция и Лодомерия, принцеса на Хърватска, Славония и Далмация, ∞ 20 април 1873 във Виена за принц Леополд Баварски, неин втори братовчед, от когото има двама сина и две дъщери
- Ерцхерцог Рудолф Франц Карл Йосиф Австрийски (21 август 1858, замъка Лаксенбург близо до Виена – 30 януари 1889, Майерлинг, Долна Австрия), ∞ 10 май 1891 във Виена за принцеса Стефани Белгийска, дъщеря на белгийския крал Леополд II, от която има една дъщеря
- Ерцхерцогиня Мария Валерия Матилда Амалия Австрийска (22 април 1868, Буда, Кралство Унгария – 6 септември 1924, Виена, Първа австрийска република), ∞ 31 юли 1890 в Бад Ишъл за ерцхерцог Франц Салватор Австрийски, неин трети братовчед, от когото има пет сина и пет дъщери

- император Франц Йосиф, съпруг
- ецхерцогиня София Федерика, дъщеря
- ерцхерцогиня Гизела Луиза, дъщеря
- ерцхерцог Рудолф, син
- ерцхерцогиня Мария Валерия, дъщеря

## Памет

### Архитектура и изкуство
- В парка „Фолксгартен“ във Виена има сложен мемориален паметник, включващ седяща статуя на императрицата от Ханс Битерлих, посветен на 4 юни 1907 г.
- На крайбрежната алея в Терите, Швейцария, има неин паметник, дело на Антонио Киатоне от 1902 г. Надписът на френски (A la mémoire de sa majesté l'impératrice et reine Elisabeth en souvenir de ses nombreux séjours à Montreux) гласи: „В памет на Нейно Величество Императрицата и Кралица Елизабет в памет на многобройните й престои в Монтрьо“
- Близо до мястото на нейното убийство на Кея на Мон Блан на брега в Женева на Женевското езеро има статуя in memoriam, дело на Филип Джаксън и посветена през 1998 г. на 100-годишнината от убийството ѝ.[66]
- В Словакия има няколко статуи на императрица Елизабет: бронзова статуя на Гюла Донат от 1903 г. в спа центъра Бардейов в Бардейов и бюстове в Полтар и Прешов. Мостът „Елизабет“ (1892), свързващ градовете Комарно в Словакия и Комаром в Унгария (един град по времето при строежа на моста), е кръстен на нея.[67]
- Други статуи в нейна памет са издигнати в Залцбург, в градината на бившия хотел „Щраух“ във Фелдафинг (където е отсядала при по-късните си пътувания), в Будапеща, във Фуншал и на много други места.
- Мостът на императрица Елизабет над река Елба между Дечин и Боденбах в Северна Бохемия, открит през 1855 г., е кръстен на нея.[68]
- Църквата „Елизабет“ в Лвов, Украйна (сега гръкокатолическата църква „Св. св. Олга и Елизабет“), е основана през 1903 г. от император Франц Йосиф в нейна чест[69]
- Голям брой параклиси са кръстени в нейна чест, свързвайки я със Света Елисавета.
- Различни паркове са кръстени на нея, като Паркът на императрицата Елизабет в Мерано, Южен Тирол.
- Различни резиденции, които Елизабет посещава, са запазени и отворени за обществеността, включително нейният апартамент в Хофбург[70] и в двореца Шьонбрун във Виена, Вила „Хермес“ във Виенските гори, Императорската вила в Бад Ишъл, дворецът „Ахилион“ на о-в Корфу и кралският дворец в Гьодьольо, Унгария. Лятната резиденция на нейното семейство от детството, замъкът Посенхофен, приютява музея на императрица Елизабет.[71]
- Специално построеният железопътен спален вагон на императрицата е изложен в Техническия музей във Виена.[72]
- Няколко места в Унгария са кръстени на нея, като два от кварталите на Будапеща Erzsébetváros и Pesterzsébet, както и мостът„ Ержбет“ над река Дунав, свързващ Буда с Пеща, построен за първи път през 1903 г.
- В село Гастури на гръцкия остров Корфу фонтан носи името на Елизабет. Императрицата дарява „Чешмата под яворите“ на местните жители. Открит е тържествено през 1894 г. от църковните сановници и по-късно е наречен „Фонтанът на Елизабета“.[73]
- През 1998 г. Джералд Бланшар открадва диамантената перла Кьохерт, известна като Звездата на Сиси – 10-лъчева звезда от диаманти, разпръснати около една огромна перла, от изложба в двореца Шьонбрун във Виена, отбелязваща 100-годишнината от нейното убийство. Тя е едно от приблизително 27-те инкрустирани със скъпоценни камъни произведения, проектирани и изработени от придворния бижутер Якоб Хайнрих Кьохерт, за да ги носи в косата си,[74] което се появява на нейния портрет от Франц Ксавер Винтерхалтер от 1865 г.[75] Създадени са две версии на звездите: втори тип без перлен център, проектиран от придворния бижутер Розе и Фишмайстер. Някои звезди са дадени на придворните дами. Комплект от 27 диамантени звезди е бил съхраняван в императорското семейство и се вижда на снимка, която показва зестрата на дъщерята на Рудолф, ерцхерцогиня Елизабет Мария, известна като „Ержи“, по случай сватбата ѝ с принц Ото фон Виндиш-Грец през 1902 г. Звездата е задържана от канадската полиция през 2007 г. и в крайна сметка върната в Австрия.[76] Въпреки че Бланшар притежава безценното бижу, никой никога не е официално обвинен в кражбата му.[77]
- Железопътната линия на императрица Елизабет (на немски Kaiserin Elisabeth-Bahn, KEB) (Вестбан – Западна железница), Австрия, е кръстена на нея и е избрана за основен мотив за колекционерска монета с висока стойност – възпоменателната монета на Западната железница на императрица Елизабет.

### Театър, опера, балет и музика
- През 1932 г. във Виена е премиерата на комичната оперета Sissi („Сиси“). Композирана от Фриц Крайслер, с либрето на Ернст и Хуберт Маришка и с оркестрация на Робърт Ръсел Бенет.[78] Въпреки че любимото име на императрицата винаги се е изписвало „Sisi“ и никога „Sissi“, тази неправилна версия на името ѝ продължава да съществува в последващите произведения за нея.
- През 1943 г. Жан Кокто пише пиеса за въображаемата среща между Елизабет и нейния убиец L'Aigle à deux têtes („Двуглавият орел“). За първи път е поставена през 1946 г.
- През 1992 г. е премиерата на мюзикъла Elisabeth („Елизабет“) в Театър ан дев Вийн във Виена. С либрето на Михаел Кунце и музика на Силвестър Левей, това е може би най-мрачният портрет на живота на императрицата. Той изобразява Елизабет, носеща физическо проявление на смъртта със себе си в императорския двор, като по този начин унищожава династията на Хабсбургите. Главната роля в премиерата е на нидерландската музикална певица Пиа Дувес. „Елизабет“ става най-успешният немскоезичен мюзикъл на всички времена и се радва на множество продукции по целия свят, но към юни 2024 г. не е адаптиран за англоговореща публика.
- В своя балет Mayerling („Майерлинг“) от 1978 г. Кенет Макмилан изобразява Елизабет в па-дьо-дьо със сина ѝ принц Рудолф, главният герой на балета.
- През 1993 г. френската балерина Силви Гийем се появява в Sissi, l'impératice anarchiste („Сиси, императрицата анархистка“) с хореография на Морис Бежар към Императорския валс на Йохан Щраус (син).
- Албумът Eternal Woman на нидерландската певица Петра Бергер включва песен за Елизабет със заглавие "If I Had a Wish" („Ако си пожелаех“).
- Песента "SiSi" на шотландската група Уошингтън Ирвинг е вдъхновена от живота на Елизабет.[79]

### Телевизионни и игрални филми
- Игралният филм от 1921 г. Kaiserin Elisabeth von Österreich („Императрица Елизабет Австрийска“) е един от първите филми, които се фокусират изцяло върху образа ѝ. Съавтор на сценария е племенницата ѝ Мария Луиза фон Лариш-Валерзее (която изиграва по-младото си аз на 62-годишна възраст), а в ролята на Елизабет е Карла Нелсен. По-късно филмът става известен, когато група измамници започват да продават снимки от сцената на убийството на императрицата като действителни снимки на престъплението.
- Адолф Троц режисира немския игрален филм от 1931 г. Elisabeth von Österreich („Елизабет Австрийска“)[80]
- През 1936 г. Кълъмбия Пикчърс издава The King Steps Out– филмова версия на оперетата Sissi. Във филма, режисиран от Йозеф фон Щернберг, участват оперната дива Грейс Мур и Франшо Тон.
- Жан Кокто режисира филмовата версия от 1948 г. на пиесата си L'Aigle à deux têtes. Филмът на Микеланджело Антониони от 1981 г. Il mistero di Oberwald („Мистерията на Обервалд“) е друга адаптация на пиесата на Кокто.
- В немскоговорещия и италианоговорещия свят името на Елизабет често се свързва с трилогията романтични филми за нейния живот, режисирани от Ернст Маришка, в които участва тийнейджърката Роми Шнайдер и те я правят известна по цял свят: Sissi (1955), Sissi – Die Junge Kaiserin (1956) („Сиси – младата императрица“) и Sissi – Schicksalsjahre Einer Kaiserin (1957) („Сиси – съдбовните години на една императрица“) Forever My Love („Завинаги моя любов“) е съкратена версия, като трите филма са монтирани в един пълнометражен филм, дублиран на английски език. Тази версия е пусната в Северна Америка през 1962 г. В ранните драматизации Елизабет се появява като периферна за съпруга и сина си и така винаги е показвана като зряла героиня. Характеризирането ѝ като млада жена от Шнайдер е първият път, когато „младата“ императрица се вижда на екрана. Трилогията е първата, която изрично изобразява романтичния мит за Сиси и завършва внезапно с нейната решимост да живее свой личен живот. Всяко по-нататъшно изследване на темата е в противоречие с приетия образ на любяща съпруга, предана майка и добронамерена императрица. Трите филма, наскоро реставрирани, се показват всяка Коледа по австрийската, германската, нидерландската и френската телевизия. През 2007 г. филмите са пуснати като The Sissi Collection с английски субтитри. Шнайдер започва да ненавижда ролята. По-късно тя се появява като една много по-реалистична и завладяваща Елизабет във филма от 1972 г. Ludwig II на Лукино Висконти за братовчеда на Елизабет Лудвиг II Баварски. Образът на Шнайдер в този филм е единственият, взет от нейни роли, излъчен в дома ѝ.
- Ава Гарднър играе императрица Елизабет във филма Mayerling („Майерлинг“) от 1968 г., в който Омар Шариф играе ролята на престолонаследника Рудолф.
- Във френско-немския филм от 1991 г. Sissi la valse des cœurs (на немски: Sisi und der Kaiserkuss) участва френската актриса Ванеса Вагнер като Елизабет, Нилс Таверние като Франц Йосиф и Соня Кирхбергер като Елена Баварска.[81]
- Непряка препратка към Елизабет е направена във филма от 2004 г. „Фантомът от Операта“. Героинята Кристин (в ролята: Еми Росъм) носи сложна бяла/сребриста бална рокля в първата си главна роля, с диамантени звезди в дългата си тъмна коса. Ансамбълът е моделиран след облеклото и прическата на Елизабет в емблематичния портрет от 1865 г. на Франц Ксавиер Винтерхалтер.
- През 2007 г. немският комик и режисьор Михаел Хербиг прави Lissi und der wilde Kaiser – анимационен филм-пародия, базиран на Елизабе. Той е базиран на неговите пародийни скечове на Сиси, включени в телевизионното му шоу Bullyparad . В Bullyparade – Der Film (2017) той играе ролята на Елизабет.
- В германско-австрийския биографичен филм от 2012 г. за Лудвиг II Баварски, озаглавен Ludwig II, в ролята на Елизабет е Хана Херцщпрунг.
- През декември 2014 г., за да съвпадне с представянето на колекцията „Metier d'arts“ преди есента на 2015 г. от луксозната модна къща Шанел, показана в двореца Леополдскрон, творческият директор Карл Лагерфелд режисира кратък филм с участието на Кара Делевин като императрица Елизабет, придружена от Фарел Уилямс. По време на поредицата от сънища дуото пее песен, написана от Уилямс, озаглавена CC the World, възпроизвеждайки емблематичното лого на модната къща, инициалите на нейната основателка Коко Шанел, както и прякора на императрицата – „Сиси“. Лагерфелд пресъздава емблематичната рокля, носена от Елизабет в портрета на Франц Ксавиер Винтерхалтер от 1865 г., докато Фарел се облича подобно на Франц Йосиф.
- Филмът Corsage („Корсаж“) от 2022 г., режисиран от Мари Кройцер, се фокусира върху живота на императрица Елизабет след честванията на 40-ия ѝ рожден ден. Премиерата му е на Фестивала в Кан през 2022 г. в рамките на секцията Un Certain Regard и актрисата Вики Крипс, която изиграва императрицата, е отличена ex aequo с наградата за най-добро изпълнение.[82][83]
- Австрийско-германско-швейцарският филм от 2023 г. Sisi & Ich („Сиси и аз“), режисиран от Фрауке Финстервалдер и с участието на Сандра Хюлер, Сузане Волф, Том Рис Харис и Анджела Винклер, разказва историята на императрица Елизабет от гледната точка на нейната придворна дама Ирма Sztáray, с Волф в ролята на императрица Елизабет и Хюлер в ролята на придворната дама. Филмът е пуснат в Германия на 16 март 2023 г.[84]
- Елизабет е представена в епизод 1 от британския телевизионен сериал от 1974 г. Fall of Eagles („Падането на орлите“). Даян Кийн играе младата Елизабет, а Рейчъл Гърни изобразява императрицата по време на смъртта на сина ѝ Рудолф.
- Адаптацията на Би Би Си от 1992 г. на мистерията на Агата Кристи за мис Марпъл The Mirror Crack'd from Side to Side се фокусира върху заснемането на измислен филм за Елизабет. Ролята на актрисата, изобразяваща императрицата, се изпълнява от Клеър Блум.
- Финалът на петия сезон на австрийския детективски телевизионен сериал „Комисар Рекс“ (1994) се върти около заблудена жена, засегната от мита за императрицата. Епизодът, подходящо, е озаглавен „Сиси“.
- Силно измислена версия на по-младите години на Елизабет е описана в анимационен френско-канадско-италиански детски сериал от 1997 г. на френски: Princesse Sissi и на италиански: La Principessa Sissi („Принцеса Сиси“)
- Ариел Домбал изобразява Елизабет във френския телевизионен филм от 2004 г. Sissi, l'impératrice rebelle („Сиси – иператрицата бунтарка“), описващ последните пет дни от нейния живот.
- Сандра Чекарели е в ролята на по-възрастната Елизабет в телевизионната драматизация на инцидента в Майерлинг от 2006 г. The Crown Prince („Кронпринцът“). Нейният син и неговата любовница са изиграни от Макс фон Тун и Витория Пучини.
- През декември 2009 г. излиза Sisi, минисериал от две части, премиерно по европейската телевизия, продуциран от немско, австрийско и италианско партньорство, с участието на Кристиана Капотонди като Елизабет и Дейвид Рот като Франц Йосиф. Подобно на анимационния сериал от 1997 г., този филм описва романтичната митология около нещастния брак на Елизабет и Франц Йосиф, но политическите проблеми на империята и личните проблеми на главните герои са разгледани с много по-големи подробности, отколкото в много други драми.
- През октомври 2015 г. италианскяти анимационен сериал Sissi, La Giovane Imperatrice („Сиси, младата императрица“) започва излъчване по телевизия Мондо. През 2018 г. след излъчване на два сезона с общо 56 епизода (26 минути всеки, с 52 по-кратки 11-минутни епизода, предвидени за своя 3D трети сезон), тя продава втория си сезон на Jeem TV,[85] след като вече го е пренесъл на ТВ Ацтека през 2017 г.[86]
- През 2021 г. в немския минисериал Sisi, излъчен по RTL+, Елизабет е изобразена от Доминик Девънпорт[87][88] От март 2023 г. сериалът е наличен в Съединените щати на стрийминг платформата PBS Passport като Sisi: Austrian Empress.
- В минисериала на Нетфликс от 2022 г. Die Kaiserin („Императрицата“), съсредоточен върху живота на Сиси, тя се играе от турско-германската актриса Деврим Лингау.[89]

## Генеалогия
|  |                                      |  |  |  |  |  |  |  |  |  |  |  |  |  |  |  |
|  | Вилхелм Баварски                     |  |  |  |  |  |  |  |  |  |  |  |  |  |  |  |
|  |                                      |  |  |  |  |  |  |  |  |  |  |  |  |  |  |  |
|  |                                      |  |  |  |  |  |  |  |  |  |  |  |  |  |  |  |
|  | Пий Август Баварски                  |  |  |  |  |  |  |  |  |  |  |  |  |  |  |  |
|  |                                      |  |  |  |  |  |  |  |  |  |  |  |  |  |  |  |
|  |                                      |  |  |  |  |  |  |  |  |  |  |  |  |  |  |  |
|  | Мария Анна фон Цвайбрюкен-Биркенфелд |  |  |  |  |  |  |  |  |  |  |  |  |  |  |  |
|  |                                      |  |  |  |  |  |  |  |  |  |  |  |  |  |  |  |
|  |                                      |  |  |  |  |  |  |  |  |  |  |  |  |  |  |  |
|  | Максимилиан Йозеф                    |  |  |  |  |  |  |  |  |  |  |  |  |  |  |  |
|  |                                      |  |  |  |  |  |  |  |  |  |  |  |  |  |  |  |
|  |                                      |  |  |  |  |  |  |  |  |  |  |  |  |  |  |  |
|  | Лудвиг Мария фон Аренберг            |  |  |  |  |  |  |  |  |  |  |  |  |  |  |  |
|  |                                      |  |  |  |  |  |  |  |  |  |  |  |  |  |  |  |
|  |                                      |  |  |  |  |  |  |  |  |  |  |  |  |  |  |  |
|  | Амалия Луиза фон Аренберг            |  |  |  |  |  |  |  |  |  |  |  |  |  |  |  |
|  |                                      |  |  |  |  |  |  |  |  |  |  |  |  |  |  |  |
|  |                                      |  |  |  |  |  |  |  |  |  |  |  |  |  |  |  |
|  | Анна дьо Меи-Нел                     |  |  |  |  |  |  |  |  |  |  |  |  |  |  |  |
|  |                                      |  |  |  |  |  |  |  |  |  |  |  |  |  |  |  |
|  |                                      |  |  |  |  |  |  |  |  |  |  |  |  |  |  |  |
|  | Елизабет Амалия                      |  |  |  |  |  |  |  |  |  |  |  |  |  |  |  |
|  |                                      |  |  |  |  |  |  |  |  |  |  |  |  |  |  |  |
|  |                                      |  |  |  |  |  |  |  |  |  |  |  |  |  |  |  |
|  | Фридрих-Михаел фон Пфалц-Цвайбрюкен  |  |  |  |  |  |  |  |  |  |  |  |  |  |  |  |
|  |                                      |  |  |  |  |  |  |  |  |  |  |  |  |  |  |  |
|  |                                      |  |  |  |  |  |  |  |  |  |  |  |  |  |  |  |
|  | Максимилиан I Йозеф Баварски         |  |  |  |  |  |  |  |  |  |  |  |  |  |  |  |
|  |                                      |  |  |  |  |  |  |  |  |  |  |  |  |  |  |  |
|  |                                      |  |  |  |  |  |  |  |  |  |  |  |  |  |  |  |
|  | Мария-Франциска фон Зулцбах          |  |  |  |  |  |  |  |  |  |  |  |  |  |  |  |
|  |                                      |  |  |  |  |  |  |  |  |  |  |  |  |  |  |  |
|  |                                      |  |  |  |  |  |  |  |  |  |  |  |  |  |  |  |
|  | Лудовика Баварска                    |  |  |  |  |  |  |  |  |  |  |  |  |  |  |  |
|  |                                      |  |  |  |  |  |  |  |  |  |  |  |  |  |  |  |
|  |                                      |  |  |  |  |  |  |  |  |  |  |  |  |  |  |  |
|  | Карл Лудвиг фон Баден                |  |  |  |  |  |  |  |  |  |  |  |  |  |  |  |
|  |                                      |  |  |  |  |  |  |  |  |  |  |  |  |  |  |  |
|  |                                      |  |  |  |  |  |  |  |  |  |  |  |  |  |  |  |
|  | Каролина Баденска                    |  |  |  |  |  |  |  |  |  |  |  |  |  |  |  |
|  |                                      |  |  |  |  |  |  |  |  |  |  |  |  |  |  |  |
|  |                                      |  |  |  |  |  |  |  |  |  |  |  |  |  |  |  |
|  | Амалия фон Хесен-Дармщат             |  |  |  |  |  |  |  |  |  |  |  |  |  |  |  |
|  |                                      |  |  |  |  |  |  |  |  |  |  |  |  |  |  |  |
|  |                                      |  |  |  |  |  |  |  |  |  |  |  |  |  |  |  |